# Coleophora calycotomella
Coleophora calycotomella é uma espécie de mariposa do gênero Coleophora pertencente à família Coleophoridae.

## Distribuição
Essa espécie de mariposa está atualmente distribuída pela Península Ibérica, França, Itália, Países Baixos, Bélgica, Norte Africano, Grécia, Hungria, Croácia e Albânia.